# Mickey Mouse (comic strip)
Mickey Mouse est un comic strip américain publié pour la première fois le 13 janvier 1930. Destiné à la presse quotidienne, il met en scène le personnage de Mickey Mouse, créé par Walt Disney et Ub Iwerks en 1928. La bande dessinée est initialement écrite par Walt Disney lui-même et dessinée par Ub Iwerks et Win Smith avant que Floyd Gottfredson n'en reprenne rapidement la production.
Le comic strip connaît un succès immédiat et devient l'une des principales bandes dessinées distribuées dans les journaux américains. Sous la direction de Floyd Gottfredson, qui en assure la production de 1930 à 1975, il développe un univers narratif riche avec des intrigues d'aventure, des personnages récurrents et un ton plus mature que les courts-métrages animés. La bande quotidienne est complétée dès 1932 par une planche dominicale en couleurs publiée chaque semaine.
Cette série de bandes dessinées a beaucoup contribué à établir Mickey Mouse comme une icône culturelle mondiale. Publiée dans 60 journaux aux États-Unis, elle est traduite et diffusée dans vingt autres pays, influençant la perception du personnage et inspirant d'autres médias dérivés. Le comic strip Mickey Mouse constitue aujourd'hui une part importante du patrimoine de la bande dessinée américaine du XXe siècle.

## Développement

### Les débuts
Un comic strip Mickey Mouse est suggéré par Joseph Connolly, le président de King Features Syndicate, dans une lettre du 24 juillet 1929 à l'animateur Ub Iwerks de chez Disney : « Je pense que vos animations avec cette souris est l'une des choses les plus drôles que j'aie jamais vues au cinéma. Veuillez envisager de la produire sous forme de bande dessinée pour les journaux. Si vous trouvez le temps d'en faire une, je serai très intéressé à voir quelques spécimens ». L'équipe Disney est occupée à produire de nouveaux dessins animés, mais en novembre, des échantillons du nouveau strip sont approuvés par le syndicat. La bande dessinée est lancée le 13 janvier 1930, écrite par Disney lui-même, et dessinée par Ub Iwerks.
Le strip commence avec un Mickey jeune qui incarne une souris optimiste et imaginative vivant dans une ferme, et rêvant de devenir un grand aviateur comme son héros, Charles Lindbergh. Dans une séquence basée sur le court métrage Plane Crazy de 1928, Mickey assemble un avion fait maison et prend son envol avec sa petite amie Minnie. Elle tombe de l'avion, et Mickey traverse une tempête pour atterrir sur une île déserte, habitée par des indigènes féroces qui veulent le cuire vivant.
Alors que ces premiers strips sont publiées en janvier 1930, Iwerks quitte le studio Disney, signant un contrat avec le concurrent Pat Powers pour créer un studio d'animation sous son propre nom. Win Smith, qui avait été chargé de l'encrage des strips, reprend également le dessin à partir du strip du 10 février. Il quitte lui aussi le studio en avril après une dispute avec Disney, qui voulait qu'il se charge de l'écriture du strip. En tant que « remplaçant temporaire », Disney demande à un jeune intervalliste du studio nommé Floyd Gottfredson de le remplacer. Le premier strip de ce dernier est publié le 5 mai, et il commence à prendre en charge le scénario deux semaines plus tard. Il sera la force créative du strip pendant plus de 45 ans.
Dans les premiers mois, le strip a des intrigues assez faiblardes, le rythme et le style étant encore l'approche standard d'un gag par jour des bandes dessinées de l'époque. Mais alors que d'autres strips comme The Gumps et Wash Tubbs, mélangeant aventure et continuité quotidienne, deviennent de plus en plus populaires, King Features Syndicate demande à Disney de faire de Mickey Mouse un strip d'aventure plus sérieux.
Cela conduit à la première histoire d'aventure, Mickey Mouse in Death Valley (Mickey dans la vallée infernale), qui se déroule du 1er avril au 20 septembre 1930. L'histoire - commencée par Smith, et continuée par Gottfredson - implique un avocat véreux, Maître Chicaneau, et son brutal associé, Pat Hibulaire, qui enlèvent Minnie afin de trouver une carte menant à la mine d'or cachée de son oncle Mortimer dans la vallée de la Mort. Mickey et Minnie se précipitent dans le désert pour revendiquer la mine. L'histoire passe par un certain nombre de tropes du mélodrame western - une course-poursuite à cheval, des échanges de coups de feu, un vieux shérif bourru, l'héroïne enfermée dans une cellule de prison, le héros injustement considéré comme un hors-la-loi. Pendant six mois, Gottfredson fait clairement comprendre que Mickey Mouse peut offrir de l'action et des frissons.
L'histoire suivante, Mr. Slicker and the Egg Robbers (M. Roublard et les voleurs d'œufs), inclut une séquence dans laquelle Mickey, convaincu que Minnie l'a quitté pour un rival, passe une semaine à essayer de se suicider, sans y réussir. Il tente de se tuer par arme à feu, de se gazer, de se noyer et de se pendre, avant de réaliser qu'il exagère et d'abandonner l'idée

### Années 1930
Lors d'un coup publicitaire en 1931, Mickey - venant d'être couronné champion de boxe dans la bande dessinée - se fait photographier dans l'histoire, puis encourage les lecteurs à envoyer une enveloppe timbrée et adressée à son attention au journal pour obtenir une copie. Gottfredson peint une « photo » qui est imprimée sur des cartes et envoyée aux lecteurs. Selon un communiqué de presse de Disney, ils reçoivent plus de 20 000 demandes pour la photo, démontrant le succès de la bande dessinée.
L'histoire The Great Orphanage Robbery de début 1932 est considérée comme une étape importante dans le récit de plus en plus sophistiqué de Gottfredson. Pour collecter des fonds pour un orphelinat, Mickey et ses amis montent un spectacle de La Case de l'oncle Tom, mais découvrent à la fin de la pièce que l'argent a été volé. Les voleurs sont Maître Chicaneau et Pat Hibulaire, de retour dans la bande dessinée après un an et demi, mais ils parviennent à faire porter le blâme sur Horace Horsecollar, l'ami de Mickey, qui est jeté en prison. Mickey poursuit les méchants, mais sa disparition jette également le soupçon sur lui. Dans le deuxième volume de la collection de réimpressions de 2011, l'historien de la bande dessinée Thomas Andrae décrit l'intrigue qui en résulte :
« La maîtrise nouvellement acquise par Gottfredson du format en série est évidente dans presque chaque bande de Orphanage Robbery. Tout d'abord, nous sommes attirés dans l'histoire en suivant la tentative quotidienne de Mickey de collecter le plus de fonds pour les orphelins. Ensuite, le suspense augmente grâce à l'utilisation d'une course-poursuite excitante - commodément fournie par le court métrage The Klondike Kid (Mickey au Grand Nord) de 1932 - ainsi que des techniques de montage alterné développées à partir d'anciens feuilletons cinématographiques, une autre influence que Gottfredson apprend maintenant à imiter avec aisance. La bande dessinée alterne entre le procès, la condamnation et la quasi-exécution de Horace Horsecollar - qui est faussement accusé du vol - et les progrès de Mickey dans la traque des méchants. »
La première page dominicale apparaît le 10 janvier 1932 et s'adresse à un public plus jeune, comme la plupart des bandes dessinées du dimanche à l'époque. En septembre 1932, Mme Fieldmouse charge Mickey de garder ses deux jumeaux turbulents, Jojo et Michou, qui mettent sa maison sens dessus dessous pendant deux mois de strip. Ils l'appellent « Oncle Mickey », bien qu'ils ne semblent pas être de véritables parents, mais lorsqu'ils reviennent en mars 1935 pour une autre histoire du dimanche, ils sont effectivement les neveux de Mickey.
D'autres intrigues mémorables du début des années 1930 incluent Blaggard Castle (Le château Blaggard) de 1932-33, dans laquelle Mickey et Horace sont capturés et hypnotisés par les scientifiques fous Ecks, Doublex et Triplex, et The Mail Pilot (Mickey aviateur) de 1933, où Mickey retrouve Chicaneau et Pat Hibulaire, régnant sur un zeppelin secret dans les nuages.
Le meilleur ami de Mickey, Dingo, rejoint le strip en janvier 1933 - utilisant toujours en version originale le surnom Dippy Dawg - et à la fin de l'année, il se lance en affaires avec Mickey en tant que détectives dans The Crazy Crime Wave (La folle vague de crimes), enquêtant sur les vols mystérieux de cheveux et de sous-vêtements en flanelle rouge dans toute la ville. Le personnage apparaît dans plusieurs histoires en tant que Dippy, jusqu'en janvier 1936, où il est appelé Goofy (Dingo) pour la première fois dans le strip.
Donald Duck apparaît pour la première fois dans les pages dominicales en février 1935, où il fait impliquer Mickey dans The Case of the Missing Coats (L'affaire des manteaux disparus) puis reste pour se battre avec Jojo et Michou. Dans Editor-in-Grief (Rédacteur en deuil) de mars 1935, le canard audacieux est embauché comme vendeur de journaux pour la revue militante de Mickey, The Daily War-Drum. Il revient dans le strip à l'automne 1936 pour The Seven Ghosts (Mickey et les fantômes), aidant Mickey et Dingo à enquêter sur une maison hantée. Ce sera sa dernière apparition dans le strip Mickey Mouse - à partir d'août 1936, Donald est la vedette d'une séquence d'un an dans le comic strip dominical Silly Symphony, et il obtient sa propre bande dessinée (en) en 1938. Comme Mickey et Donald peuvent apparaître dans des journaux rivaux, les personnages ne sont pas autorisés à faire des apparitions dans le strip de l'autre.
Une autre histoire bien connue des années 1930 est Mickey Mouse Outwits the Phantom Blot (Mickey contre le Fantôme noir), publiée de mai à septembre 1939. Dans cette histoire, le commissaire Finot engage Mickey pour capturer un nouveau criminel qui se fait appeler « la Tâche ». Selon Finot, c'est le voleur le plus intelligent qu'ils aient jamais rencontré, mais l'inspecteur Duflair qualifie ce nouveau criminel de fou. La seule chose qu'il vole, ce sont des caméras d'un type spécial, et il les brise sur place (ces crimes étranges et le mobile qui se cache derrière lui ressemblent étroitement à l'histoire Les Six Napoléons de Sherlock Holmes). Le crime semble excentrique, mais le méchant est très sérieux - à trois reprises dans l'histoire, il capture Mickey et le laisse en grand danger, tandis que le duo s'engage dans une course-poursuite en voiture, puis en bateau, pour finir par un combat pour le contrôle d'un avion qui s'écrase. À la fin, « la Tâche » est capturée et démasquée. Le personnage est surnommé the Phantom Blot (« la Tâche fantôme ») en 1941, lorsque les strips sont réimprimés dans le numéro 16 de Four Color (1re série) de Dell Comics. Le nom est resté, et le personnage est devenu le Fantôme noir depuis.
Dans les pages dominicales d'août à novembre 1938, Mickey joue dans une adaptation du court métrage Le Brave Petit Tailleur, encadrée de segments le montrant en tant qu'acteur, étant choisi pour le film par Walt Disney en personne. C'est le dernier travail de Gottfredson sur le strip du dimanche. À ce moment-là, Manuel Gonzales prend la relève en tant qu'artiste principal des dimanches, et reste à ce poste jusqu'en 1981 (à l'exception de son service militaire pendant la Seconde Guerre mondiale, de 1942 à 1945). Gonzales et le scénariste Merrill De Maris continuent d'écrire l'histoire The Photographic Exhibition dont la continuité particulièrement longue dure quatre mois de mars à juillet 1940. La dernière histoire dominicale, The Professor's Experiment, est publiée de novembre 1943 à mars 1944 (cela s'avère également être la dernière apparition du neveu de Mickey, Michou, dans le strip ; à partir de 1944, son jumeau Jojo apparaît toujours seul). À son apogée, la bande du strip dominical « [...] paraît dans 120 journaux à travers le monde pour plus de 20 millions de lecteurs chaque semaine ».

### Années 1940
Gottfredson cesse de scénariser le strip en juin 1943, la passant à l'attaché de presse de Disney Bill Walsh, qui occupe le poste pendant les vingt années suivantes. Les deux premières histoires de Walsh portent sur la lutte contre les puissances de l'Axe ; la deuxième, Mickey Mouse on a Secret Mission, met Adolf Hitler dans une telle colère qu'il exige de Benito Mussolini qu'il empêche la publication du magazine italien de bandes dessinées Topolino.
Comme Walsh ne s'intéresse pas aux personnages de l'entourage de Mickey Mouse et a un goût pour la science-fiction, le mystère et l'horreur, ses histoires divergent rapidement de celles de la décennie précédente. Il crée divers personnages bizarres et rend les antagonistes de Mickey plus sombres et plus dangereux. Dans The Lectro Box (octobre 1943-février 1944), Mickey et son neveu Jojo créent une machine puissante et imprévisible, qui attire bientôt le scientifique fou Grut et sa bande d'aberzombies contrôlés mentalement. Quelques mois plus tard, Mickey, Minnie et Pluto visitent The World of Tomorrow (juillet-novembre 1944), où Pat Hibulaire règne sur le monde avec ses robots. L'histoire suivante, The House of Mystery (novembre 1944-janvier 1945), voit la scientifique maléfique Drusilla mourir dans un incendie alors que son manoir brûle autour d'elle, et son gardien se précipite à l'intérieur pour être avec elle dans les flammes. À ce moment-là, la menace de la mort devient tangible dans le strip.
À la mi-1945, le strip quotidien passe à un format principalement basé sur des gags quotidiens, avec de brèves continuités de deux semaines jusqu'à l'été 1947. En septembre 1947, le strip revient à des continuités longues et introduit un nouveau personnage : Iga Biva, « l'Homme de demain ». Iga est une étrange créature venue de cinq cents ans dans le futur. C'est un humain hautement évolué qui comprend la technologie future et possède des pouvoirs mystérieux. Il a un étrange accent futuriste et ajoute un P au début de la plupart des mots. Il est rejoint en février par son animal de compagnie Pflip, et devient le compagnon de Mickey pendant les quelques années suivantes, retournant dans son foyer du futur en juillet 1950, à la fin de The Moook Treasure (Iga Biva et le secret de Moouk).
Sur une page du dimanche en octobre 1949, Dingo achète un oiseau martin triste, bavard et égocentrique nommé Génius. Également créé par Walsh, il devient un personnage central du strip du dimanche pendant dix ans, reléguant parfois Mickey au second plan dans sa propre bande dessinée. Il apparaît également dans le strip quotidien en 1956, une fois que ceux-ci deviennent également axés sur les gags.

### Années 1950 et au-delà
Le strip quotidien prend un tournant plus sombre au début des années 1950. Alberto Becattini déclare : « Mickey se retrouve malgré lui mêlé à des aventures dangereuses dont le développement et l'issue semblent échapper à son contrôle, surtout après le départ d'Iga Biva ». Dingo, qui avait été assez absent du strip quotidien pendant la période d'Iga Biva, revient en mars 1951 avec Dry Gulch Goofy (Dingo fait du cinéma), une histoire dans laquelle il devient acteur à Hollywood.
À la mi-1955, King Features Syndicate demande à Gottfredson et Walsh d'arrêter d'écrire des continuités et de passer à un strip basée sur des gags quotidiens ; ils craignent que les séries télévisées ne fassent perdre au public son intérêt pour les bandes dessinées d'aventure. Walsh continue d'écrire le strip quotidien jusqu'en 1964.
Parmi les personnages secondaires notables du strip basée sur des gags quotidiens, on trouve Alvin, l'ami de Jojo (1956-75), sa petite amie Millie (1962-87), le Docteur Proctor (1966-89), et Gloria, la petite amie de Dingo (1969-79), qui est également apparue dans les bandes dessinées Disney au début des années 1970.

## Créateurs
Gottfredson écrit et dessine à l'origine le strip Mickey Mouse tout seul, mais réduit son implication en 1932, ne se chargeant plus que de l'intrigue et du crayonnage, tandis que les dialogues sont principalement réalisés par d'autres. Les histoires n'ont jamais de titre ; ceux-ci sont généralement attribués plus tard, lorsque les strips sont réimprimées dans des livres illustrés ou des bandes dessinées. Les scripts sont écrits par Webb Smith (1932-33), Ted Osborne (1933-38), Merrill De Maris (1933-42), Dick Shaw (1942-43), Bill Walsh (1943-64), Roy Williams (1962-69) et Del Connell (1968-88). Néanmoins, Gottfredson travaille toujours en étroite collaboration avec ses scénaristes et suggère souvent des modifications dans les scripts chaque fois qu'il pense que cela pourrait améliorer une histoire. Il y a eu une variété d'encreurs sur le strip au fil des années ; parmi les encreurs des strip du dimanche, on trouve Al Taliaferro (1932-1938), Ted Thwaites (1932-1940), et Manuel Gonzales jusqu'en 1981 ; Taliaferro a également encré des strips quotidiens. Gottfredson reprend l'encrage des bandes quotidiennes lui-même en février 1947 ; Frank Reilly devient chef du département des bandes dessinées, et Gottfredson a plus de temps à consacrer au strip.
Gottfredson scénarise les continuités jusqu'à ce que Bill Walsh commence à écrire les histoires du strip en 1943. Vers cette époque, Dick Moores encre le strip pendant deux ans. À partir des années 1950, Gottfredson et le scénariste Bill Walsh reçoivent l'instruction d'abandonner les intrigues et de ne faire que des gags quotidiens. Gottfredson continue d'illustrer le strip quotidien jusqu'à sa retraite le 1er octobre 1975.
Après la retraite de Gottfredson, le strip est écrit par Del Connell (1968-1988), Floyd Norman (1984-1992) et Colette Bezio (1991-1995). Román Arámbula (en) est le principal artiste du strip quotidien de 1975 au début des années 1990 (et fait même le lettrage). L'écrivain Mark Evanier décrit les habitudes de travail d'Arámbula sur le strip ainsi : « Il dessinait l'équivalent de deux semaines de strip une semaine sur deux et, les semaines où il ne travaillait pas sur cela, il dessinait des bandes dessinées pour moi ».
À la retraite de Manuel Gonzales en 1981, Daan Jippes reprend le strip du dimanche (du 3 mai 1981 au 3 janvier 1982). Mike Royer fournit la plupart des encrages. De 1983 à 1990, Arámbula prend en charge les tâches artistiques du strip du dimanche en plus de celle du quotidien.
Arámbula a occasionnellement des artistes remplaçants. Ceux-ci incluent Manuel Gonzales (1975-1981), Tony Strobl (1975-1981), Steve Steere (1981-1982), Bill Wright (1982-1984), Bill Langley (1984-1987), Jules Coenen (1986-1987) et Larry Mayer (1986-1987). Dans les dernières années du strip, les tâches artistiques sont partagées par Alex Howell (1990-1995), Rick Hoover (1991-1995) et Thomas Lewis (1994-1995).
La page du dimanche passe en réimpressions en février 1992. En 1994, le strip n'est publié que dans 30 journaux, et Disney et King Features décident de l'arrêter. Le strip quotidien se termine le 29 juillet 1995.

## Inspirations
Les deux premières semaines du strip Mickey Mouse en 1930 sont librement inspirées du court métrage Plane Crazy de 1928, suivies d'une séquence dans la jungle, inspirée du court métrage Les Rythmes de la jungle de 1929. Lorsque Floyd Gottfredson prend la relève, il s'inspire également du département d'animation de Disney, qui lui fournit des storyboards et des feuilles de modèles pour les prochains courts métrages de Mickey Mouse.
- The Great Orphanage Robbery (1932) est partiellement inspiré de Mickey's Mellerdrammer (1933) et The Klondike Kid (Mickey au Grand Nord, 1932), mais avec une intrigue plus élaborée.
- Blaggard Castle (1932-33) est inspiré de The Mad Doctor (1933), et par le personnage de Boris Karloff dans le film Une soirée étrange de 1932.
- Mickey Mouse and His Horse Tanglefoot (1933) est une adaptation de The Steeple Chase (1933).
- Rumplewatt the Giant (1934) est une adaptation de Giantland (Mickey au pays des géants, 1933).
- The Captive Castaways (1934) est inspiré de Shanghaied (Marin malgré lui, 1934).
- The Case of the Vanishing Coats (1935) est inspiré de The Invisible Man (1935), un cartoon jamais terminé[39]
- Hoppy the Kangaroo (1935) est basé sur Mickey's Kangaroo (Le Kangourou de Mickey, 1935).
- Mickey's Rival (1936) utilise l'antagoniste Mortimer Mouse du court métrage Mickey's Rival (Le Rival de Mickey, 1936).
- The Robin Hood Adventure (1936) est partiellement inspiré de Mickey's Garden (Le Jardin de Mickey, 1935) et The Worm Turns (Le mouton devient loup, 1937).
- The Seven Ghosts (1936) est inspiré d'une version en cours de réalisation de Lonesome Ghosts (Les Revenants solitaires, 1937) ; à l'époque où la bande dessinée a été développée, les fantômes étaient de dangereux méchants déguisés, plutôt que de véritables fantômes comme dans le film final[39].
- Mighty Whale Hunter (1938) est inspiré de The Whalers (Chasseurs de baleines, 1938).
- The Brave Little Tailor (1938) est une adaptation explicite du court métrage Brave Little Tailor (Le Brave Petit Tailleur, 1938).
- Society Dog Show (1939) est une adaptation explicite du court métrage Society Dog Show (Mickey à l'exposition canine, 1939).
- Mickey Mouse Meets Robinson Crusoe (1938-39) fait référence à Mickey's Man Friday (Robinson Mickey, 1935).
- Li'l Davy (1955) présente une version miniature de Davy Crockett, suivant la populaire mini-série Davy Crockett de l'émission de télévision Disneyland (1954-55).

## Personnages
Les personnages récurrents du strip incluent :
- Mickey Mouse : Une jeune souris audacieuse et optimiste, qui aime l'action et l'aventure.
- Minnie Mouse : La petite amie de Mickey, une souris optimiste et têtue. Introduite lors de la première semaine du strip, en janvier 1930[40].
- Clarabelle Cow : L'amie bavarde et têtue de Mickey et Minnie. Introduite dans Mickey Mouse in Death Valley, en avril 1930[6].
- Horace Horsecollar : L'ami joyeux et prétentieux de Mickey et Minnie. Introduit dans Mickey Mouse in Death Valley, en avril 1930[6].
- Pluto : Le chien fidèle de Mickey. Introduit dans Pluto the Pup, en juillet 1931[41].
- Dingo : Le meilleur ami loyal mais un peu simplet de Mickey. Introduit sous le nom de Dippy Dog en janvier 1933[13].
- Pat Hibulaire : L'ennemi de Mickey Mouse, un gangster dur qui travaille souvent avec Maître Chicaneau. Introduit dans Mickey Mouse in Death Valley, en avril 1930[6].
- Maître Chicaneau : Un avocat sournois derrière un certain nombre de plans maléfiques. Introduit dans Mickey Mouse in Death Valley, en avril 1930[6].
- Le Fantôme noir : Un mystérieux méchant encapuchonné qui apparaît pour la première fois dans Mickey Mouse Outwits the Phantom Blot en mai 1939[42]. Le mystérieux Fantôme noir ne revient jamais dans le strip de Gottfredson, mais le personnage refait surface à de nombreuses reprises au fil des ans, à commencer par une histoire de 1955 dans le magazine italien Topolino[43], une série en trois parties en 1964 dans Walt Disney's Comics and Stories[44], et ensuite sa propre bande dessinée, publiée par Gold Key Comics pendant 7 numéros de 1964 à 1966[45].
- Butch : Un dur à cuire qui commence comme gangster dans Mr. Slicker and the Egg Robbers en novembre 1930[46], mais reste et devient le copain de Mickey pendant un an, quittant le strip après Circus Roustabout en juin 1931[47]. Le personnage est ressuscité dans les années 1990 en tant que membre de la distribution secondaire de Mickey dans les bandes dessinées Disney européennes[48].
- Professeurs Ecks, Doublex et Triplex : Trois scientifiques fous terrifiants qui menacent pour la première fois Mickey Mouse dans Blaggard Castle, de novembre 1932 à février 1933[11]. Ils reviennent en tant que personnages « réformés » dans les bandes dessinées italiennes dans les années 1970[49], et sont de retour dans le strip Mickey Mouse en tant que méchants dans l'histoire The Time Transmuter de juin 1990[50].
- Tanglefoot : Le cheval chétif mais loyal de Mickey. Introduit dans Mickey Mouse and His Horse Tanglefoot, en juin 1933[51]. Le personnage du cheval revient dans deux autres histoires - The Crazy Crime Wave et Tanglefoot Pulls His Weight - et est si populaire que Western Publishing publie six Big Little Books en 1934 liés à lui[52].

## Séquences continues
Mickey Mouse a des intrigues d'aventures dès sa création jusqu'en octobre 1955, date à laquelle le syndicat King Features Syndicate demande aux créateurs d'adopter un format plus simple, avec un gag quotidien. En 1990, la bande dessinée quotidienne revient au format aventure.

### Strips quotidiens (1930-1955)
Les titres du tableau ci-dessous font référence aux collections de réimpressions Walt Disney's Mickey Mouse (en) de Fantagraphics Books.
| Titre original                                  | Année     | Date                              | Scénariste                                                                          | Dessinateur                                              | Encreur                                                |
| ----------------------------------------------- | --------- | --------------------------------- | ----------------------------------------------------------------------------------- | -------------------------------------------------------- | ------------------------------------------------------ |
| Volume 1: Race to Death Valley                  |           |                                   |                                                                                     |                                                          |                                                        |
| Lost on a Desert Island                         | 1930      | 13 janvier - 31 mars              | Walt Disney                                                                         | Ub Iwerks Win Smith                                      | Win Smith                                              |
| Mickey Mouse in Death Valley                    | 1930      | 1er avril - 20 septembre          | Walt Disney Floyd Gottfredson                                                       | Win Smith Floyd Gottfredson Jack King                    | Win Smith Floyd Gottfredson Roy Nelson Hardie Gramatky |
| Mr. Slicker and the Egg Robbers                 | 1930      | 22 septembre - 29 décembre        | Floyd Gottfredson                                                                   | Floyd Gottfredson                                        | Floyd Gottfredson Hardie Gramatky Earl Duvall          |
| Mickey Mouse Music                              | 1931      | 30 décembre 1930 - 3 janvier      | Floyd Gottfredson                                                                   | Earl Duvall                                              | Earl Duvall                                            |
| The Picnic                                      | 1931      | 5 - 10 janvier                    | Floyd Gottfredson                                                                   | Floyd Gottfredson                                        | Earl Duvall                                            |
| Traffic Troubles                                | 1931      | 12 - 17 janvier                   | Floyd Gottfredson                                                                   | Earl Duvall Floyd Gottfredson                            | Earl Duvall                                            |
| Mickey Mouse vs. Kat Nipp                       | 1931      | 19 janvier - 25 février           | Floyd Gottfredson                                                                   | Floyd Gottfredson Earl Duvall                            | Earl Duvall                                            |
| Mickey Mouse, Boxing Champion                   | 1931      | 26 février - 29 avril             | Floyd Gottfredson                                                                   | Earl Duvall Floyd Gottfredson                            | Earl Duvall Al Taliaferro                              |
| High Society                                    | 1931      | 30 avril - 30 mai                 | Floyd Gottfredson                                                                   | Floyd Gottfredson                                        | Al Taliaferro                                          |
| Circus Roustabout                               | 1931      | 1er juin - 7 juillet              | Floyd Gottfredson                                                                   | Floyd Gottfredson                                        | Al Taliaferro                                          |
| Pluto the Pup                                   | 1931      | 8 - 18 juillet                    | Floyd Gottfredson                                                                   | Floyd Gottfredson                                        | Al Taliaferro                                          |
| Mickey Mouse and the Ransom Plot                | 1931      | 20 juillet - 7 novembre           | Floyd Gottfredson                                                                   | Floyd Gottfredson                                        | Al Taliaferro                                          |
| Fireman Mickey                                  | 1931      | 9 novembre - 5 décembre           | Floyd Gottfredson                                                                   | Floyd Gottfredson                                        | Al Taliaferro                                          |
| Clarabelle's Boarding House                     | 1931-1932 | 7 décembre - 9 janvier            | Floyd Gottfredson                                                                   | Floyd Gottfredson                                        | Al Taliaferro                                          |
| Volume 2: Trapped on Treasure Island            |           |                                   |                                                                                     |                                                          |                                                        |
| The Great Orphanage Robbery                     | 1932      | 11 janvier - 14 mai               | Floyd Gottfredson                                                                   | Floyd Gottfredson                                        | Al Taliaferro                                          |
| Mickey Mouse Sails for Treasure Island          | 1932      | 16 mai - 12 novembre              | Floyd Gottfredson                                                                   | Floyd Gottfredson                                        | Al Taliaferro Ted Thwaites                             |
| Blaggard Castle                                 | 1932-1933 | 14 novembre - 10 février          | Floyd Gottfredson (histoire) Webb Smith (scénario)                                  | Floyd Gottfredson                                        | Ted Thwaites                                           |
| Pluto and the Dogcatcher                        | 1933      | 11 - 25 février                   | Floyd Gottfredson (histoire) Ted Osborne (scénario)                                 | Floyd Gottfredson                                        | Ted Thwaites                                           |
| The Mail Pilot                                  | 1933      | 27 février - 10 juin              | Floyd Gottfredson (histoire) Ted Osborne (scénario)                                 | Floyd Gottfredson                                        | Ted Thwaites                                           |
| Mickey Mouse and His Horse Tanglefoot           | 1933      | 12 juin - 7 octobre               | Floyd Gottfredson (histoire) Ted Osborne (scénario)                                 | Floyd Gottfredson                                        | Ted Thwaites                                           |
| The Crazy Crime Wave                            | 1933-1934 | 9 octobre - 9 janvier             | Floyd Gottfredson (histoire) Merrill de Maris (scénario)                            | Floyd Gottfredson                                        | Ted Thwaites                                           |
| Volume 3: High Noon at Inferno Gulch            |           |                                   |                                                                                     |                                                          |                                                        |
| The Captive Castaways                           | 1934      | 10 janvier - 17 avril             | Floyd Gottfredson (histoire) Merrill de Maris (scénario)                            | Floyd Gottfredson                                        | Ted Thwaites                                           |
| Pluto's Rival                                   | 1934      | 18 - 28 avril                     | Floyd Gottfredson (histoire) Ted Osborne (scénario)                                 | Floyd Gottfredson                                        | Ted Thwaites                                           |
| The Bat Bandit of Inferno Gulch                 | 1934      | 30 avril - 28 juillet             | Floyd Gottfredson (histoire) Ted Osborne (scénario)                                 | Floyd Gottfredson                                        | Ted Thwaites                                           |
| Bobo the Elephant                               | 1934      | 30 juillet - 13 octobre           | Floyd Gottfredson (histoire) Ted Osborne (scénario)                                 | Floyd Gottfredson                                        | Ted Thwaites                                           |
| The Sacred Jewel                                | 1934      | 15 octobre - 29 décembre          | Floyd Gottfredson (histoire) Ted Osborne (scénario)                                 | Floyd Gottfredson                                        | Ted Thwaites                                           |
| Pluto the Racer                                 | 1934-1935 | 31 décembre - 2 mars              | Floyd Gottfredson (histoire) Ted Osborne (scénario)                                 | Floyd Gottfredson                                        | Ted Thwaites                                           |
| Editor-in-Grief                                 | 1935      | 4 mars - 1er juin                 | Floyd Gottfredson (histoire) Ted Osborne (scénario)                                 | Floyd Gottfredson                                        | Ted Thwaites                                           |
| Race for Riches                                 | 1935      | 3 juin - 28 septembre             | Floyd Gottfredson (histoire) Ted Osborne (scénario)                                 | Floyd Gottfredson                                        | Ted Thwaites                                           |
| The Pirate Submarine                            | 1935-1936 | 30 septembre - 4 janvier          | Floyd Gottfredson (histoire) Ted Osborne (scénario)                                 | Floyd Gottfredson                                        | Ted Thwaites                                           |
| Volume 4: House of the Seven Haunts!            |           |                                   |                                                                                     |                                                          |                                                        |
| Oscar the Ostrich                               | 1936      | 6 janvier - 21 mars               | Floyd Gottfredson (histoire) Ted Osborne (scénario)                                 | Floyd Gottfredson                                        | Ted Thwaites                                           |
| Mickey Mouse Joins the Foreign Legion           | 1936      | 23 mars - 8 août                  | Floyd Gottfredson (histoire) Ted Osborne (scénario)                                 | Floyd Gottfredson                                        | Ted Thwaites                                           |
| The Seven Ghosts                                | 1936      | 10 août - 28 novembre             | Floyd Gottfredson (histoire) Ted Osborne (scénario)                                 | Floyd Gottfredson                                        | Ted Thwaites                                           |
| Island in the Sky                               | 1936-1937 | 30 novembre - 3 avril             | Floyd Gottfredson (histoire) Ted Osborne (scénario)                                 | Floyd Gottfredson                                        | Ted Thwaites                                           |
| In Search of Jungle Treasure                    | 1937      | 5 avril - 7 août                  | Floyd Gottfredson (histoire) Ted Osborne (scénario)                                 | Floyd Gottfredson                                        | Ted Thwaites                                           |
| Monarch of Medioka                              | 1937-1938 | 9 août - 5 février                | Floyd Gottfredson (histoire) Ted Osborne (scénario)                                 | Floyd Gottfredson                                        | Al Taliaferro Ted Thwaites                             |
| Volume 5: Mickey Mouse Outwits the Phantom Blot |           |                                   |                                                                                     |                                                          |                                                        |
| Mighty Whale Hunter                             | 1938      | 7 février - 6 juillet             | Floyd Gottfredson (histoire) Merrill de Maris (scénario)                            | Floyd Gottfredson                                        | Ted Thwaites Bill Wright                               |
| The Plumber's Helper                            | 1938      | 7 juillet - 10 décembre           | Floyd Gottfredson (histoire) Merrill de Maris (scénario)                            | Floyd Gottfredson                                        | Ted Thwaites Bill Wright                               |
| Mickey Mouse Meets Robinson Crusoe              | 1938-1939 | 12 décembre - 13 avril            | Floyd Gottfredson (histoire) Merrill de Maris (scénario)                            | Floyd Gottfredson                                        | Ted Thwaites Bill Wright                               |
| Unhappy Campers                                 | 1939      | 14 avril - 20 mai                 | Floyd Gottfredson (histoire) Merrill de Maris (scénario)                            | Floyd Gottfredson Ross Wetzel                            | Ted Thwaites Bill Wright                               |
| Mickey Mouse Outwits the Phantom Blot           | 1939      | 22 mai - 9 septembre              | Floyd Gottfredson (histoire) Merrill de Maris (scénario)                            | Floyd Gottfredson                                        | Ted Thwaites Bill Wright                               |
| The Miracle Master                              | 1939-1940 | 11 septembre - 13 janvier         | Floyd Gottfredson (histoire) Merrill de Maris (scénario)                            | Floyd Gottfredson                                        | Ted Thwaites Bill Wright                               |
| An Education for Thursday                       | 1940      | 15 janvier - 20 avril             | Floyd Gottfredson (histoire) Merrill de Maris (scénario)                            | Floyd Gottfredson                                        | Ted Thwaites Bill Wright                               |
| Volume 6: Lost in Lands of Long Ago             |           |                                   |                                                                                     |                                                          |                                                        |
| The Bar-None Ranch                              | 1940      | 22 avril - 17 août                | Floyd Gottfredson (histoire) Manuel Gonzales (histoire) Merrill de Maris (scénario) | Floyd Gottfredson Manuel Gonzales                        | Ted Thwaites Bill Wright                               |
| Bellhop Detective                               | 1940      | 19 août - 21 décembre             | Floyd Gottfredson (histoire) Merrill de Maris (scénario)                            | Floyd Gottfredson                                        | Ted Thwaites Bill Wright                               |
| Land of Long Ago                                | 1940-1941 | 23 décembre - 12 avril            | Floyd Gottfredson (histoire) Merrill de Maris (scénario)                            | Floyd Gottfredson                                        | Bill Wright                                            |
| Love Trouble                                    | 1941      | 14 avril - 5 juillet              | Floyd Gottfredson (histoire) Merrill de Maris (scénario)                            | Floyd Gottfredson                                        | Bill Wright                                            |
| Mickey Mouse, Supersalesman                     | 1941      | 7 juillet - 4 octobre             | Floyd Gottfredson (histoire) Merrill de Maris (scénario)                            | Floyd Gottfredson                                        | Bill Wright                                            |
| Mystery at Hidden River                         | 1941-1942 | 6 octobre - 17 janvier            | Floyd Gottfredson (histoire) Merrill de Maris (scénario)                            | Floyd Gottfredson                                        | Bill Wright                                            |
| The Gleam                                       | 1942      | 19 janvier - 2 mai                | Floyd Gottfredson (histoire) Merrill de Maris (scénario)                            | Floyd Gottfredson                                        | Ted Thwaites Bill Wright                               |
| Volume 7: March of the Zombies                  |           |                                   |                                                                                     |                                                          |                                                        |
| Goofy and Agnes                                 | 1942      | 4 mai - 15 août                   | Floyd Gottfredson (histoire) Merrill de Maris (scénario)                            | Floyd Gottfredson                                        | Bill Wright                                            |
| The Black Crow Mystery                          | 1942      | 17 août - 21 novembre             | Floyd Gottfredson (histoire) Merrill de Maris (scénario)                            | Floyd Gottfredson                                        | Bill Wright                                            |
| Working to Win                                  | 1942      | 14 - 23 décembre                  | Floyd Gottfredson (histoire) Dick Shaw (scénario)                                   | Floyd Gottfredson                                        | Bill Wright                                            |
| Mickey Mouse's Wild Holiday                     | 1943      | 31 mai - 26 juin                  | Floyd Gottfredson (histoire) Dick Shaw (scénario)                                   | Floyd Gottfredson                                        | Dick Moores                                            |
| The Nazi Submarine                              | 1943      | 28 juin - 17 juillet              | Bill Walsh                                                                          | Floyd Gottfredson                                        | Dick Moores                                            |
| Mickey Mouse on a Secret Mission                | 1943      | 19 juillet - 23 octobre           | Bill Walsh                                                                          | Floyd Gottfredson                                        | Dick Moores                                            |
| The 'Lectro Box                                 | 1943-1944 | 25 octobre - 5 février            | Bill Walsh                                                                          | Floyd Gottfredson                                        | Dick Moores                                            |
| Pluto the Spy Catcher                           | 1944      | 7 - 19 février                    | Bill Walsh                                                                          | Floyd Gottfredson                                        | Dick Moores                                            |
| The War Orphans                                 | 1944      | 13 mars - 15 avril                | Bill Walsh                                                                          | Floyd Gottfredson                                        | Dick Moores                                            |
| Volume 8: The Tomorrow Wars                     |           |                                   |                                                                                     |                                                          |                                                        |
| The Pirate Ghostship                            | 1944      | 17 avril - 15 juillet             | Bill Walsh                                                                          | Floyd Gottfredson                                        | Dick Moores                                            |
| The World of Tomorrow                           | 1944      | 31 juillet - 11 novembre          | Bill Walsh                                                                          | Floyd Gottfredson                                        | Dick Moores                                            |
| The House of Mystery                            | 1944-1945 | 13 novembre - 27 janvier          | Bill Walsh                                                                          | Floyd Gottfredson Paul Murry Dick Moores                 | Dick Moores                                            |
| Billy the Mouse                                 | 1945      | 5 mars - 16 juin                  | Bill Walsh                                                                          | Floyd Gottfredson                                        | Dick Moores                                            |
| Mickey's Great-Grandfather                      | 1946      | 25 février - 2 mars               | Bill Walsh                                                                          | Manuel Gonzales                                          | Bill Wright                                            |
| Home Made Home                                  | 1946      | 4 - 9 mars                        | Bill Walsh                                                                          | Paul Murry                                               | Bill Wright                                            |
| The New Girlfriend                              | 1946      | 11 - 23 mars                      | Bill Walsh                                                                          | Manuel Gonzales Paul Murry                               | Bill Wright                                            |
| Mickey's Mini-Plane                             | 1946      | 25 mars - 13 avril                | Bill Walsh                                                                          | Bill Wright Manuel Gonzales Paul Murry Floyd Gottfredson | Bill Wright                                            |
| Mystery Next Door                               | 1946      | 15 avril - 4 mai                  | Bill Walsh                                                                          | Floyd Gottfredson Manuel Gonzales                        | Bill Wright                                            |
| Gangland                                        | 1946      | 6 - 18 mai                        | Bill Walsh                                                                          | Floyd Gottfredson                                        | Bill Wright                                            |
| Sunken Treasure                                 | 1946      | 20 mai - 1er juin                 | Bill Walsh                                                                          | Floyd Gottfredson                                        | Bill Wright                                            |
| Trailer Trouble                                 | 1946      | 3 - 15 juin                       | Bill Walsh                                                                          | Floyd Gottfredson                                        | Bill Wright                                            |
| Aunt Marissa                                    | 1946      | 17 - 29 juin                      | Bill Walsh                                                                          | Floyd Gottfredson                                        | Bill Wright                                            |
| The Candidate                                   | 1946      | 1er - 13 juillet                  | Bill Walsh                                                                          | Floyd Gottfredson                                        | Bill Wright                                            |
| The Little Genius                               | 1946      | 15 - 27 juillet                   | Bill Walsh                                                                          | Floyd Gottfredson                                        | Bill Wright                                            |
| Volume 9: Rise of the Rhyming Man               |           |                                   |                                                                                     |                                                          |                                                        |
| Goofy's Boat Race                               | 1946      | 29 juillet - 10 août              | Bill Walsh                                                                          | Floyd Gottfredson                                        | Bill Wright                                            |
| The Goofy Crooner                               | 1946      | 12 - 24 août                      | Bill Walsh                                                                          | Floyd Gottfredson                                        | Bill Wright                                            |
| Eviction                                        | 1946      | 26 août - 7 septembre             | Bill Walsh                                                                          | Floyd Gottfredson                                        | Bill Wright                                            |
| Goofy's Rocket                                  | 1946      | 9 - 21 septembre                  | Bill Walsh                                                                          | Floyd Gottfredson                                        | Bill Wright                                            |
| Mickey's Menagerie                              | 1946      | 23 septembre - 5 octobre          | Bill Walsh                                                                          | Floyd Gottfredson                                        | Bill Wright                                            |
| The Cure for Hiccups                            | 1946      | 7 - 19 octobre                    | Bill Walsh                                                                          | Floyd Gottfredson                                        | Bill Wright                                            |
| Thanksgiving Dinner                             | 1946      | 21 octobre - 2 novembre           | Bill Walsh                                                                          | Floyd Gottfredson                                        | Bill Wright                                            |
| The Search for Geeko                            | 1946      | 4 - 16 novembre                   | Bill Walsh                                                                          | Floyd Gottfredson                                        | Bill Wright                                            |
| The Talking Dog                                 | 1946      | 18 - 30 novembre                  | Bill Walsh                                                                          | Floyd Gottfredson                                        | Bill Wright                                            |
| Arctic Adventure                                | 1946      | 2 - 14 décembre                   | Bill Walsh                                                                          | Floyd Gottfredson                                        | Bill Wright                                            |
| Morty's Escapade                                | 1946      | 16 - 28 décembre                  | Bill Walsh                                                                          | Floyd Gottfredson                                        | Bill Wright                                            |
| The Fiendish Cat                                | 1946-1947 | 30 décembre - 11 janvier          | Bill Walsh                                                                          | Floyd Gottfredson                                        | Bill Wright                                            |
| Truant Officer Mickey                           | 1946      | 13 - 25 janvier                   | Bill Walsh                                                                          | Floyd Gottfredson                                        | Bill Wright                                            |
| Goofy's Inheritance                             | 1947      | 27 janvier - 8 février            | Bill Walsh                                                                          | Floyd Gottfredson                                        | Bill Wright                                            |
| Mickey the Icky                                 | 1947      | 10 - 22 février                   | Bill Walsh                                                                          | Floyd Gottfredson                                        | Bill Wright                                            |
| Pluto's Amnesia                                 | 1947      | 24 février - 8 mars               | Bill Walsh                                                                          | Floyd Gottfredson                                        | Floyd Gottfredson                                      |
| Pegleg Pete Reforms                             | 1947      | 10 - 22 mars                      | Bill Walsh                                                                          | Floyd Gottfredson                                        | Floyd Gottfredson                                      |
| Home Movies                                     | 1947      | 24 mars - 5 avril                 | Bill Walsh                                                                          | Floyd Gottfredson                                        | Floyd Gottfredson                                      |
| Shutterbug Mickey                               | 1947      | 7 - 19 avril                      | Bill Walsh                                                                          | Floyd Gottfredson                                        | Floyd Gottfredson                                      |
| The Boxer                                       | 1947      | 21 avril - 3 mai                  | Bill Walsh                                                                          | Floyd Gottfredson                                        | Floyd Gottfredson                                      |
| Mickey's Strange Flower                         | 1947      | 5 - 17 mai                        | Bill Walsh                                                                          | Floyd Gottfredson                                        | Floyd Gottfredson                                      |
| The Midget Racer                                | 1947      | 19 - 31 mai                       | Bill Walsh                                                                          | Floyd Gottfredson                                        | Floyd Gottfredson                                      |
| Mickey's Pet Shop                               | 1947      | 2 - 14 juin                       | Bill Walsh                                                                          | Floyd Gottfredson                                        | Floyd Gottfredson                                      |
| Mickey's Helicopter                             | 1947      | 16 - 28 juin                      | Bill Walsh                                                                          | Floyd Gottfredson                                        | Floyd Gottfredson                                      |
| Pluto's Trial                                   | 1947      | 30 juin - 12 juillet              | Bill Walsh                                                                          | Floyd Gottfredson                                        | Floyd Gottfredson                                      |
| The Spook Specialist                            | 1947      | 14 - 26 juillet                   | Bill Walsh                                                                          | Floyd Gottfredson                                        | Floyd Gottfredson                                      |
| Mickey Writes the Songs                         | 1947      | 28 juillet - 9 août               | Bill Walsh                                                                          | Floyd Gottfredson                                        | Floyd Gottfredson                                      |
| Horace's Nerves                                 | 1947      | 11 - 23 août                      | Bill Walsh                                                                          | Floyd Gottfredson                                        | Floyd Gottfredson                                      |
| The Skyscraper Adventure                        | 1947      | 25 août - 6 septembre             | Bill Walsh                                                                          | Floyd Gottfredson                                        | Floyd Gottfredson                                      |
| The Foundling                                   | 1947      | 6 - 20 septembre                  | Bill Walsh                                                                          | Floyd Gottfredson                                        | Floyd Gottfredson                                      |
| The Man of Tomorrow                             | 1947      | 22 septembre - 27 décembre        | Bill Walsh                                                                          | Floyd Gottfredson                                        | Floyd Gottfredson                                      |
| Mickey Makes a Killing                          | 1947-1948 | 29 décembre - 7 février           | Bill Walsh                                                                          | Floyd Gottfredson                                        | Floyd Gottfredson                                      |
| Pflip the Thnuckle-Booh                         | 1948      | 9 - 28 février                    | Bill Walsh                                                                          | Floyd Gottfredson                                        | Floyd Gottfredson                                      |
| The Santa Claus Bandit                          | 1948      | 1er mars - 3 avril                | Bill Walsh                                                                          | Floyd Gottfredson                                        | Floyd Gottfredson                                      |
| The Kumquat Question                            | 1948      | 5 - 28 avril                      | Bill Walsh                                                                          | Floyd Gottfredson                                        | Floyd Gottfredson                                      |
| The Atombrella and the Rhyming Man              | 1948      | 30 mai - 9 octobre                | Bill Walsh                                                                          | Floyd Gottfredson                                        | Floyd Gottfredson                                      |
| Volume 10: Planet of Faceless Foes              |           |                                   |                                                                                     |                                                          |                                                        |
| An Education for Eega                           | 1948      | 11 octobre - 25 décembre          | Bill Walsh                                                                          | Floyd Gottfredson                                        | Floyd Gottfredson                                      |
| Pflip's Strange Power                           | 1948-1949 | 27 décembre 1948 - 5 mars 1949    | Bill Walsh                                                                          | Floyd Gottfredson                                        | Floyd Gottfredson                                      |
| Planet of the Aints                             | 1949      | 7 mars - 6 août                   | Bill Walsh                                                                          | Floyd Gottfredson                                        | Floyd Gottfredson                                      |
| Itching Gulch                                   | 1949      | 8 août - 22 octobre               | Bill Walsh                                                                          | Floyd Gottfredson                                        | Floyd Gottfredson                                      |
| The Syndicate of Crime                          | 1949-1950 | 24 octobre 1949 - 28 janvier 1950 | Bill Walsh                                                                          | Floyd Gottfredson                                        | Floyd Gottfredson                                      |
| The Moook Treasure                              | 1950      | 30 janvier - 8 juillet            | Bill Walsh                                                                          | Floyd Gottfredson                                        | Floyd Gottfredson                                      |
| Mousepotamia                                    | 1950      | 10 juillet - 30 septembre         | Bill Walsh                                                                          | Floyd Gottfredson                                        | Floyd Gottfredson                                      |
| Land Beneath the Sea                            | 1950      | 2 octobre - 30 décembre           | Bill Walsh                                                                          | Floyd Gottfredson                                        | Floyd Gottfredson Bill Wright                          |
| Tzig-Tzag Fever                                 | 1951      | 1er janvier - 24 mars 1951        | Bill Walsh                                                                          | Floyd Gottfredson                                        | Floyd Gottfredson                                      |
| Volume 11: Mickey vs Mickey                     |           |                                   |                                                                                     |                                                          |                                                        |
| Dry Gulch Goofy                                 | 1951      | 26 mars - 23 juin                 | Bill Walsh                                                                          | Floyd Gottfredson                                        | Floyd Gottfredson                                      |
| The Ghost of Black Brian                        | 1951      | 25 juin - 20 octobre              | Bill Walsh                                                                          | Floyd Gottfredson                                        | Floyd Gottfredson                                      |
| Uncle Wombat's Tock-Tock Time Machine           | 1951-1952 | 22 octobre 1951 - 22 janvier 1952 | Bill Walsh                                                                          | Floyd Gottfredson                                        | Floyd Gottfredson                                      |
| The Midas Ring                                  | 1952      | 23 janvier - 19 avril             | Bill Walsh                                                                          | Floyd Gottfredson                                        | Floyd Gottfredson                                      |
| Isle of Moola-La                                | 1952      | 21 avril - 2 octobre              | Bill Walsh                                                                          | Floyd Gottfredson                                        | Floyd Gottfredson                                      |
| Hoosat from Another Planet                      | 1952-1953 | 3 octobre - 28 février            | Bill Walsh                                                                          | Floyd Gottfredson                                        | Floyd Gottfredson                                      |
| Mickey's Dangerous Double                       | 1953      | 2 mars - 20 juin                  | Bill Walsh                                                                          | Floyd Gottfredson                                        | Floyd Gottfredson                                      |
| Volume 12: The Mysterious Dr. X                 |           |                                   |                                                                                     |                                                          |                                                        |
| The Magic Shoe                                  | 1953      | 22 juin - 28 octobre              | Bill Walsh                                                                          | Floyd Gottfredson Bill Wright                            | Floyd Gottfredson Bill Wright Dick Moores              |
| Mickey Takes Umbrage                            | 1953-1954 | 29 octobre - 30 janvier           | Bill Walsh                                                                          | Floyd Gottfredson                                        | Floyd Gottfredson                                      |
| A Fatal Occupation                              | 1954      | 1er février - 15 mai              | Bill Walsh                                                                          | Floyd Gottfredson                                        | Floyd Gottfredson                                      |
| The Kid Gang                                    | 1954      | 17 mai - 18 septembre             | Bill Walsh                                                                          | Floyd Gottfredson                                        | Floyd Gottfredson                                      |
| Uncle Gudger                                    | 1954      | 20 septembre - 31 décembre        | Bill Walsh                                                                          | Floyd Gottfredson                                        | Floyd Gottfredson                                      |
| Dr. X                                           | 1955      | 1er janvier - 20 mai              | Bill Walsh                                                                          | Floyd Gottfredson                                        | Floyd Gottfredson                                      |
| Pluto's Punctured Romance                       | 1955      | 21 mai - 25 juin                  | Bill Walsh                                                                          | Floyd Gottfredson                                        | Floyd Gottfredson Manuel Gonzales                      |
| Li'l Davy                                       | 1955      | 27 juin - 4 octobre               | Bill Walsh                                                                          | Floyd Gottfredson                                        | Floyd Gottfredson                                      |

### Strips quotidiens (1990-1995)
En 1990, le scénariste Floyd Norman convainc King Features Syndicate de lui permettre de rééditer le format aventure de la bande dessinée. Norman et Colette Bezio s'occupent du scénario, tandis que Rick Hoover, Alex Howell et Thomas Lewis fournissent les illustrations. À l'exception de Reform and Void, les histoires de 1990-1995 n'ont pas été rééditées aux États-Unis, et rarement à l'étranger.
Liste des séquences continues :
- Crossbone Island (15 janvier-10 février 1990)
- The Time Transmuter (4 juin-23 juin 1990)
- The Rock Monsters (25 juin-14 juillet 1990)
- The Zombie Plot (23 juillet-11 août 1990)
- The Sand Spirit (10 septembre-29 septembre 1990)
- The Grizzly Oil Spill (29 octobre-17 novembre 1990)
- Fattening Fudge (19 novembre-8 décembre 1990)
- The Spacemen (17 décembre 1990-5 janvier 1991)
- Deadman's Cave (7 janvier-26 janvier 1991)
- The Mad Dentist (4 février-23 février 1991)
- Artificial Earthquakes (1 avril-20 avril 1991)
- The Ghost of J.P. Mudd (29 avril-18 mai 1991)
- The Dumpin' of Toxic Waste (27 mai-15 juin 1991)
- The Evil Vampire Count Blotula (24 juin-13 juillet 1991)
- Dr. Gloom (22 juillet-10 août 1991)
- Minnie's Airplane (19 août-7 septembre 1991)
- Melting of the Polar Ice Cap (16 septembre-5 octobre 1991)
- The Jungle Survival Trip (1 octobre-2 novembre 1991)
- Climbing the Splatterhorn (25 novembre-14 décembre 1991)
- The Car Race (30 décembre 1991-18 janvier 1992)
- Goofy the Baseball Player (20 janvier-8 février 1992)
- Goofy's Flea Circus (17 février-7 mars 1992)
- Photographing Bigfoot (16 mars-4 avril 1992)
- The Highway Robber (13 avril-2 mai 1992)
- Dinosaurs in the Jungle (11 mai-30 mai 1992)
- Pete's Health Club (8 juin-27 juin 1992)
- Theatrical Sabotage (6 juillet-25 juillet 1992)
- The Metalligent (24 août-19 septembre 1992)
- The Haunted Road Tunnel (28 septembre-17 octobre 1992)
- The Pancake Baking Contest (2 novembre-21 novembre 1992)
- The Castaways (7 décembre-26 décembre 1992)
- The Art Vandal (18 janvier-6 février 1992)
- Dr. Goofy Doolittle (1 mars-27 mars 1993)
- Professor Goofy (26 avril-22 mai 1993)
- The Tough Guy Contest (6 septembre-25 septembre 1993)
- The Mole People Robbers (1 novembre-20 novembre 1993)
- Blaggard Castle (remake) (24 janvier-19 février 1994)
- A Matter of Gravity (21 février-12 mars 1994)
- Mickey Mouse Outwits the Phantom Blot (remake) (14 mars-9 avril 1994)
- Captain Blight's Sunken Treasure (11 avril-30 avril 1994)
- The Gold Panning Trip on Mt. Baldy (2 mai-21 mai 1994)
- The Treasure of Um-Tut-Sut (23 mai-11 juin 1994)
- The Mail Pilot (remake) (13 juin-9 juillet 1994)
- Pluto Gets Lost (8 août-3 septembre 1994)
- Ecks and Doublex Reform, alias Reform and Void (26 décembre 1994-14 janvier 1995)
- Goofy's Mythical Lion-Dog (16 janvier-11 février 1995)
- Adventurous Ice-Fishing (8 mai-3 juin 1995)
- Mickey & Goofy in Itsybitsia (3 juillet-29 juillet 1995)

### Strips du dimanche
| Titre                            | Année     | Dates                     | Scénariste                                     | Dessinateur                       | Encreur                    |
| -------------------------------- | --------- | ------------------------- | ---------------------------------------------- | --------------------------------- | -------------------------- |
| Volume 1: Call of the Wild       |           |                           |                                                |                                   |                            |
| Dan the Dogcatcher               | 1932      | 31 juillet - 4 septembre  | Floyd Gottfredson                              | Floyd Gottfredson                 | Ted Thwaites               |
| Mickey's Nephews                 | 1932      | 18 septembre - 6 novembre | Floyd Gottfredson                              | Floyd Gottfredson                 | Ted Thwaites               |
| Lair of Wolf Barker              | 1933      | 29 janvier - 18 juin      | Ted Osborne                                    | Floyd Gottfredson                 | Al Taliaferro              |
| Rumplewatt the Giant             | 1934      | 11 mars - 29 avril        | Ted Osborne                                    | Floyd Gottfredson                 | Ted Thwaites               |
| Tanglefoot Pulls His Weight      | 1934      | 6 mai - 3 juin            | Ted Osborne                                    | Floyd Gottfredson                 | Ted Thwaites Al Taliaferro |
| Dr. Oofgay's Secret Serum        | 1934      | 17 juin - 9 septembre     | Ted Osborne                                    | Floyd Gottfredson                 | Al Taliaferro              |
| Foray to Mt. Fishlake            | 1934-1935 | 9 décembre - 20 janvier   | Ted Osborne                                    | Floyd Gottfredson                 | Ted Thwaites               |
| The Case of the Vanishing Coats  | 1935      | 17 février - 24 mars      | Ted Osborne                                    | Floyd Gottfredson                 | Ted Thwaites               |
| Hoppy the Kangaroo               | 1935      | 28 juillet - 24 novembre  | Ted Osborne                                    | Floyd Gottfredson                 | Ted Thwaites               |
| Volume 2: Robin Hood Rides Again |           |                           |                                                |                                   |                            |
| Mickey's Rival                   | 1936      | 5 - 26 janvier            | Ted Osborne                                    | Floyd Gottfredson                 | Ted Thwaites               |
| Helpless Helpers                 | 1936      | 1er - 22 mars             | Ted Osborne                                    | Floyd Gottfredson                 | Ted Thwaites Al Taliaferro |
| The Robin Hood Adventure         | 1936      | 26 avril - 4 octobre      | Floyd Gottfredson (story) Ted Osborne (script) | Floyd Gottfredson                 | Ted Thwaites Al Taliaferro |
| The Ventriloquist                | 1936      | 11 octobre - 8 novembre   | Ted Osborne                                    | Floyd Gottfredson                 | Al Taliaferro              |
| Sheriff of Nugget Gulch          | 1937      | 16 mai - 24 octobre       | Ted Osborne                                    | Floyd Gottfredson Al Taliaferro   | Al Taliaferro              |
| Service with a Smile             | 1938      | 6 mars - 10 avril         | Merrill de Maris                               | Floyd Gottfredson Al Taliaferro   | Al Taliaferro              |
| The Brave Little Tailor          | 1938      | 28 août - 27 novembre     | Merrill de Maris                               | Floyd Gottfredson Manuel Gonzales | Ted Thwaites               |

Les deux volumes de Walt Disney's Mickey Mouse (en) réimpriment les strips du dimanche sur lesquels Gottfredson a travaillé. À la suite de l'adaptation de Brave Little Tailor (Le Brave Petit Tailleur) en 1938, Manuel Gonzales prend le relais en tant qu'artiste sur les strips du dimanche jusqu'en 1981. En raison de ses obligations militaires, il est remplacé par Bill Wright de 1942 à 1946. Il y a sept autres intrigues pour les strips du dimanche sous la direction de Gonzales et Wright :
- The Society Dog Show (15-22 janvier 1939), écrit par Merrill De Maris, crayonné par Manuel Gonzales, encré par Ted Thwaites[54]
- The Photographic Expedition (17 mars-14 juillet 1940), écrit par Merrill De Maris, crayonné par Manuel Gonzales, encré par Ted Thwaites[55]
- Purty Clever (19 janvier-16 février 1941), écrit par Merrill De Maris, crayonné et encré par Manuel Gonzales[56]
- Goofy Gets Smart (18 mai-22 juin 1941), écrit par Merrill De Maris, crayonné et encré par Manuel Gonzales[57]
- Lucky Mickey (alias No Charge!) (7-21 septembre 1941), écrit par Merrill De Maris, crayonné et encré par Manuel Gonzales[58]
- sans titre (19 septembre-14 novembre 1943), écrit par Hubie Karp, crayonné et encré par Bill Wright[59]
- The Professor's Experiment (21 novembre 1943-12 mars 1944), écrit par Hubie Karp, crayonné et encré par Bill Wright[60]

Suite à The Professor's Experiment, le strip du dimanche passe complètement au format gag de la semaine. Au fil des ans, quelques séquences de strip vaguement connectées sont également publiées :
- On the Carpet / Poor Sport / Return Engagement / Everything In Its Place / It's a Slow Number / Fast Action / Injun Trouble / Too Good To Be True (8 septembre 1940-27 octobre 1940), écrit par Merrill De Maris, crayonné par Manuel Gonzales, encré par Ted Thwaites[61]
- Lesson Learned / Quiz Kid (27 avril 1941-4 mai 1941), écrit par Hubie Karp, crayonné et encré par Bill Wright[62]
- sans titre (28 mars-4 avril 1943), écrit par Hubie Karp, crayonné et encré par Bill Wright[63]

En 1949, Gonzales et le scénariste Bill Walsh introduisent Génius dans les strips du dimanche. De 1949 à 1959, le personnage apparaît dans 85 strips du dimanche, et en 1956, il est également présent dans 12 strips quotidiens par Gottfredson.

## Les Périls de Mickey
En 1993-1994, la société Disney commence une campagne de marque intitulée The Perils of Mickey (« Les Périls de Mickey »), évoquant l'esprit du comic strip Mickey des débuts des années 1930 de Gottfredson. La campagne implique des remakes de trois histoires classiques de Gottfredson dans le strip quotidien des journaux : Blaggard Castle (janvier-février 1994), Mickey Mouse Outwits the Phantom Blot (mars-avril) et The Mail Pilot (juin-juillet). Les trois sont dessinés par Rick Hoover. Les produits dérivés de la campagne utilisent souvent le design de Mickey aux « yeux en tarte », et incluent des porte-clés et des livres d'histoires publiés par Golden Press. Des bandes dessinées Les Périls de Mickey apparaissent également dans le magazine Disney Adventures, incluant Retour au Château de Blaggard, une aventure mettant en scène Mickey, Minnie, Horace et le Fantôme Noir, publiée dans le Vol. 3 Nos. 10-11 (1993).

## Rééditions et anthologies

### Big Little Books
Dans les années 1930 et 1940, Western Publishing publie une série très populaire de petits livres cartonnés pour enfants connus sous le nom de Big Little Book. Ces livres compacts et épais présentent une illustration légendée sur une page, avec une page de texte sur la page en regard. Les histoires mettent en scène une grande variété de personnages populaires, dont plusieurs stars de Disney, et les strips Mickey Mouse de Gottfredson fournissent le matériel parfait pour une histoire d'aventure illustrée.
Les Big Little Books suivants sont publiés sur la base des intrigues de Mickey Mouse :
- Mickey Mouse (1933), basé sur Mickey Mouse and the Gypsies alias Mickey Mouse and the Ransom Plot
- Mickey Mouse Sails for Treasure Island (1933), basé sur Mickey Mouse Sails for Treasure Island
- Mickey Mouse the Mail Pilot (1933), basé sur The Mail Pilot
- Mickey Mouse in the Blaggard Castle (1934), basé sur Blaggard Castle
- Mickey Mouse the Detective (1934), basé sur The Crazy Crime Wave
- Mickey Mouse and Bobo the Elephant (1935), basé sur Bobo the Elephant
- Mickey Mouse and the Bat Bandit (1935), basé sur The Bat Bandit of Inferno Gulch
- Mickey Mouse and Pluto the Racer (1936), basé sur Pluto the Racer
- Mickey Mouse and the Sacred Jewel (1936), basé sur The Sacred Jewel
- Mickey Mouse Runs His Own Newspaper (1937), basé sur Editor-in-Grief
- Mickey Mouse in the Race for Riches (1938), basé sur Race for Riches
- Mickey Mouse and the Pirate Submarine (1939), basé sur The Pirate Submarine
- Mickey Mouse and the Seven Ghosts (1940), basé sur The Seven Ghosts
- Mickey Mouse in the Foreign Legion (1940), basé sur Mickey Mouse Joins the Foreign Legion
- Mickey Mouse in the Treasure Hunt (1941), basé sur In Search of Jungle Treasure
- Mickey Mouse on Sky Island (1941), basé sur Sky Island
- Mickey Mouse and the Magic Lamp (1942), basé sur The Miracle Master
- Mickey Mouse and the Dude Ranch Bandit (1943), basé sur The Bar-None Ranch
- Mickey Mouse on the Cave-man Island (1944), basé sur Land of Long Ago
- Mickey Mouse, Bellboy Detective (1945), basé sur Bellhop Detective
- Mickey Mouse and the Lectro Box (1946), basé sur The Lectro Box
- Mickey Mouse and the Lazy Daisy Mystery (1947), basé sur Billy the Mouse
- Mickey Mouse and the Desert Palace (1948), basé sur ??
- Mickey Mouse in the World of Tomorrow (1948), basé sur The World of Tomorrow
- Mickey Mouse and the Stolen Jewels (1949), basé sur ??

Il y a également eu un ensemble de six Wee Little Books publiés en 1934 - de petits livres sortis dans un coffret spécial qui racontaient l'histoire de Mickey Mouse and His Horse Tanglefoot. Les six titres sont Mickey Mouse at the Carnival, Mickey Mouse's Misfortune, Mickey Mouse and Tanglefoot, Mickey Mouse's Uphill Fight, Mickey Mouse Will Not Quit et Mickey Mouse Wins the Race.

### Bandes dessinées
Les bandes dessinées de Mickey de Gottfredson sont compilées en anthologies dès les années 1930 et 1940. Le magazine mensuel Mickey Mouse Magazine commence à réimprimer les strips Mickey Mouse dans le numéro 16 (janvier 1937), et cela continue après que le magazine soit devenu Walt Disney's Comics and Stories de Dell Publishing en 1940. Le titre continue de réimprimer Mickey Mouse jusqu'en 1948.
Les réimpressions américaines modernes commencent avec The Bar None Ranch (1940) qui apparaît dans Walt Disney Comics Digest numéro 40 (1973). L'année suivante, The Bat Bandit (1934) paraît dans une édition de luxe The Best of Walt Disney Comics. Les grandes anthologies Best Comics de Abbeville Press à la fin des années 1970 incluent deux volumes entièrement dédiés à Gottfredson (dont un intitulé Goofy), bien que les histoires soient relettrées et parfois condensées. En 1980, Abbeville publie une série Best Comics de petit format qui comprend trois volumes entièrement dédiés à Gottfredson (à nouveau, un intitulé Goofy), tous réimprimant des histoires des éditions de grand format précédentes.

### Another Rainbow Publishing
En 1986, Another Rainbow (en)/Gladstone Publishing (et plus tard Gemstone Publishing) commence une tradition de sérialisation des histoires de Gottfredson dans des bandes dessinées mensuelles Disney régulières, qui se poursuit de manière intermittente jusqu'en 2008, date à laquelle ils cessent leur publication. Gladstone collecte également un certain nombre de séries de Gottfredson dans les comic albums de plus grand format qu'il publie dans les années 1980 ; en 1990, Disney Comics publie Mickey Mouse Outwits the Phantom Blot (1939) dans le même format.
En 1988, une sélection des strips quotidiens et du dimanche est publiée par Another Rainbow Publishing (en) dans le livre Mickey Mouse in Color (en).

### Gemstone Publishing
En 2006, Gemstone Publishing publie une version colorisée et reformattée de l'histoire Mickey Mouse Music pour la collection Walt Disney Treasures intitulée Disney Comics: 75 Years of Innovation.
Gemstone publie ensuite de nombreuses histoires de Gottfredson dans des numéros de Walt Disney's Comics and Stories, dont Mickey Mouse Joins the Foreign Legion, Pflip's Strange Power, et The Gleam.
Gemstone annonce également The Floyd Gottfredson Library, une édition complète des histoires sérialisées de Gottfredson (Mickey 1930-1955, plus des œuvres ultérieures non-Mickey) avec une sortie prévue en 2009. Mais la série est reportée, puis annulée une fois que Gemstone n'a plus eu la licence Disney.

### Fantagraphics Books
En 2011, Fantagraphics Books reprend la production de la série que Gemstone avait commencée, avec la même équipe éditoriale mais avec les livres individuels marqués Walt Disney's Mickey Mouse (en). Le titre de la série, Floyd Gottfredson Library, apparaît sur les pages de l'indiciaire à l'intérieur des livres.
La Gottfredson Library de Fantagraphics est publiée en 2011 et sa publication dure jusqu'en 2018 ; au total, 14 volumes sont publiés, compilant les strips quotidiens Mickey Mouse de Gottfredson initialement publiées de 1930 à 1955 ainsi que les diverses œuvres que Gottfredson a réalisées pour les bandes du dimanche Mickey Mouse et Walt Disney's Treasury of Classic Tales (en).
Le 21 novembre 2018, Fantagraphics fait suivre la Gottfredson Library avec un livre anthologie unique pour célébrer le 90e anniversaire de Mickey Mouse, intitulé Mickey Mouse: The Greatest Adventures. Ce livre présente des strips quotidiens en noir et blanc nouvellement arrangées et imprimées en couleur, dans une sélection best-of de 300 pages qui inclut entre autres Mickey Mouse in Death Valley et The Gleam,